# Hortus medicus (Academia Altdorfina)

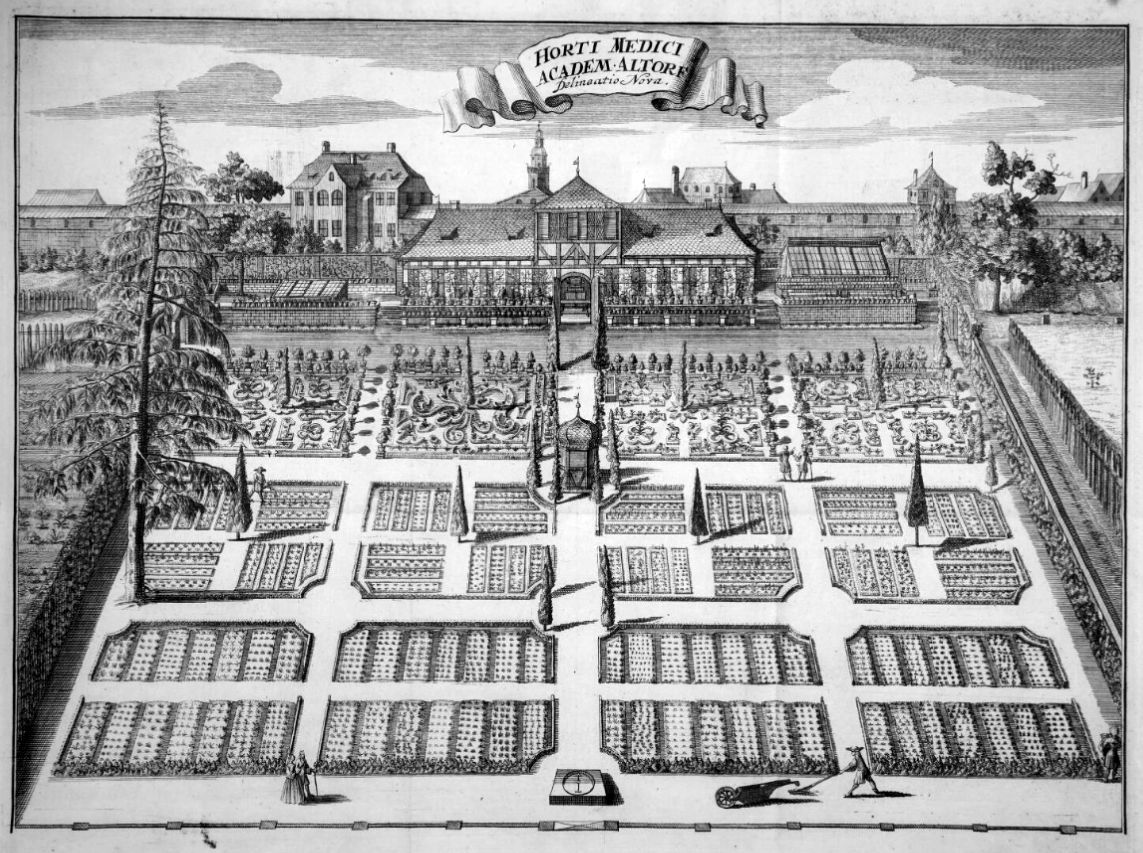
Ansicht des Botanischen Gartens in Altdorf aus dem Werk Horti Medici Acad. Altorf. historia curiose conquisita von Johann Jakob Baier (1727). Kupferstich von Johann Georg Puschner, um 1720.

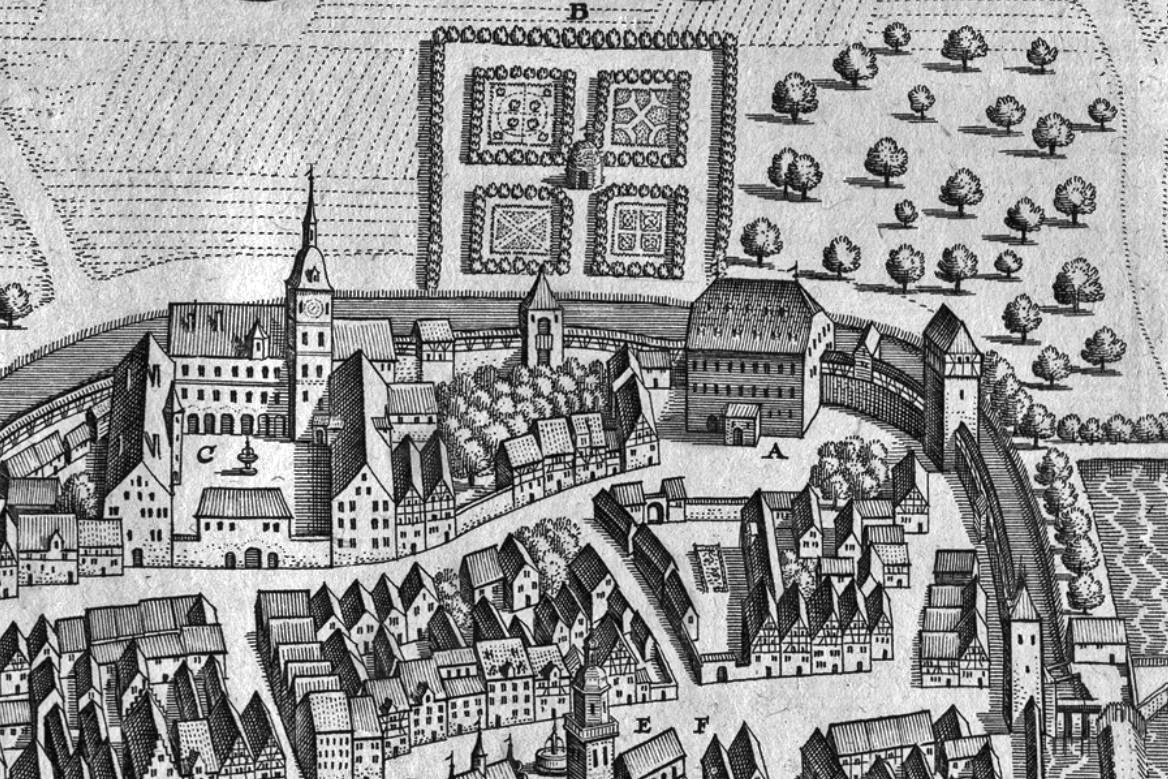
Altdorfer Stadtplan von Matthäus Merian (1656). Der Vogelschauplan ist als Kupferstich gefertigt und Bestandteil der Topographie von Franken aus dem Jahre 1679. Die Blickrichtung ist Nordosten. Der botanische Garten ist oben hinter der Stadtmauer sichtbar.

Der überregional bedeutsame Hortus medicus der Universität Altdorf, auch Doctorgarten genannt, war ein früher Botanischer Garten nach italienischem Vorbild in Altdorf bei Nürnberg. Der medizinische Universitätsgarten wurde 1626 von dem Botaniker und Arzt Ludwig Jungermann begründet und geleitet. Der Doctorgarten stellt die siebtälteste Anlage der Art in Deutschlands dar. Mit der Auflösung der Universität Altdorf 1809, drei Jahre nach der Eingliederung der Reichsstadt Nürnberg in das Königreich Bayern, war auch das Ende des Botanischen Gartens verbunden. Die meisten Pflanzen und exotischen Gewächse wurden danach in den Botanischen Garten von München überführt, nur ein kleiner Teil verblieb in Franken und ging zum Botanischen Garten Erlangen.
In der Gartenanlage wurden Heilpflanzen als Teil der Ausbildung für angehende Ärzte gezeigt, die als Medikamente eingesetzt oder für deren Ausgangsstoffe genutzt wurden. Die Namen Hortus medicus und Doctorgarten leiten sich von dieser Demonstration der Medizinalpflanzen ab. Der in der letzten Entwicklungsphase rund 4.500 m² große Garten mit einem Bestand von circa 2.500 Pflanzenarten befand sich außerhalb der Stadtmauern im Süden der Stadt Altdorf. Von der historischen Gartenanlage sind lediglich Mauerreste und ein Torbogen erhalten geblieben.

## Geschichte

### Gründung

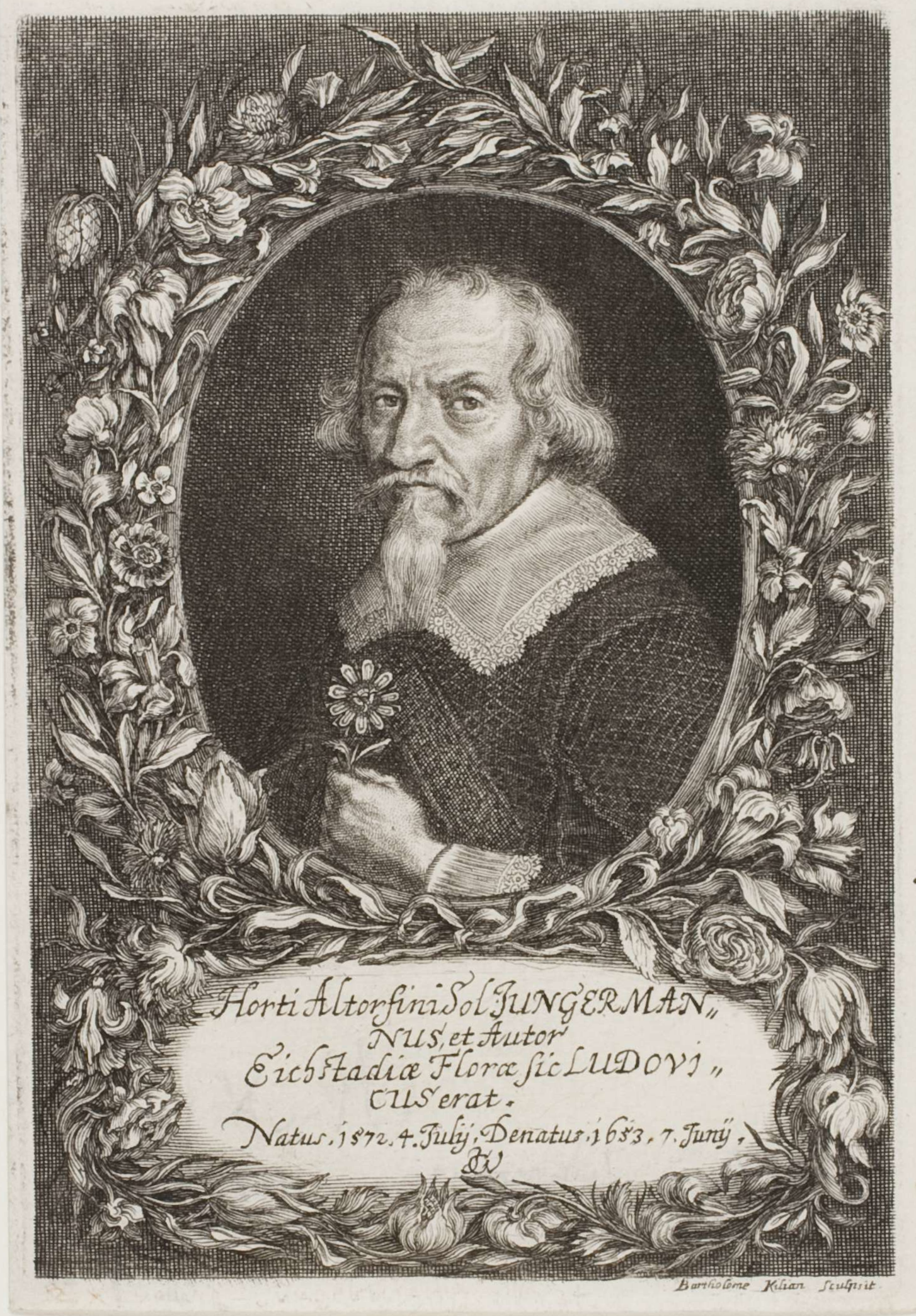
Ludwig Jungermann (Stich von B. Kilian)

An der Medizinischen Fakultät der Universität Leipzig wurde 1542 der älteste Botanische Garten in Deutschland angelegt. Weniger als ein Jahrhundert später entstand in Franken eine größere gärtnerische Anlage zur Kultivierung heimischer und fremdländischer Pflanzen nach verschiedenen wissenschaftlichen Gesichtspunkten.
Die Gründung des Gartens ging auf die Initiative von Ludwig Jungermann (1572–1653), Botaniker und Professor für Medizin, und dem Kurator Johann Friedrich Löffelholz von Kolberg (1587–1640) zurück. Aufgrund des gestiegenen Interesses an Natur und den aufkommenden Naturwissenschaften bekamen die Initiatoren die erforderlichen Geldmittel vom Nürnberger Rat zur Verfügung gestellt. Im Jahr 1626, bereits drei Jahre nach der Erhebung der Akademie zur Universität Altdorfina, hat Jungmann den Botanischen Garten in Altdorf angelegt.
Als Neffe von Joachim Camerarius (1539–1598) wurde Jungermann von seinem  Onkel, dem berühmten Nürnberger Arzt und Botaniker inspiriert. Dabei nutzte Jungermann seine Erfahrungen an der Universität Gießen. In Gießen entwickelte der Professor der Medizin und Botanik aus einem Lustgärtchen am Schlossturm von dem Landgrafen Ludwig V. von Hessen-Darmstadt einen Heilpflanzengarten (hortus medicus) und unter seiner Leitung entstand so ein früher Botanischer Universitätsgarten.
Jungmanns Befähigung zur Planung und Leitung von Botanischen Gärten setzte er während seiner Tätigkeit an der Altdorfer Universität ein, wobei er die Universitätsgärten der norditalienischen Städte und die mittelalterlichen Klostergärten zum Vorbild nahm.
Anfang des 17. Jahrhunderts stand die Botanik noch im Schatten der Medizin. Daher lag der Fokus der biologischen Disziplin auf der Erforschung der wissenschaftlichen und praktischen Grundlagen von Arzneipflanzen, so leitet sich auch der Name der Gartenanlage als Hortus medicus ab.

### Auflösung
Mit der Eingliederung Nürnbergs in das Königreich Bayern wurde die Universität Altdorf und deren Botanischer Garten aufgelöst. Die Mehrzahl der Gewächse wurde in die bayerische Hauptstadt München verschafft, um den neu gegründeten Botanischen Garten in der Maxvorstadt zu bereichern. Lediglich ein kleiner Pflanzbestand, insbesondere ein Palmfarn und ein großer Kampferbaum sowie verschiedene Gartengeräte wurden 1818 nach Erlangen gebracht.
Das Gelände des ehemaligen Botanischen Gartens ist heute im Besitz des Wichernhauses der Rummelsberger Diakonie und überwiegend überbaut.

## Lage

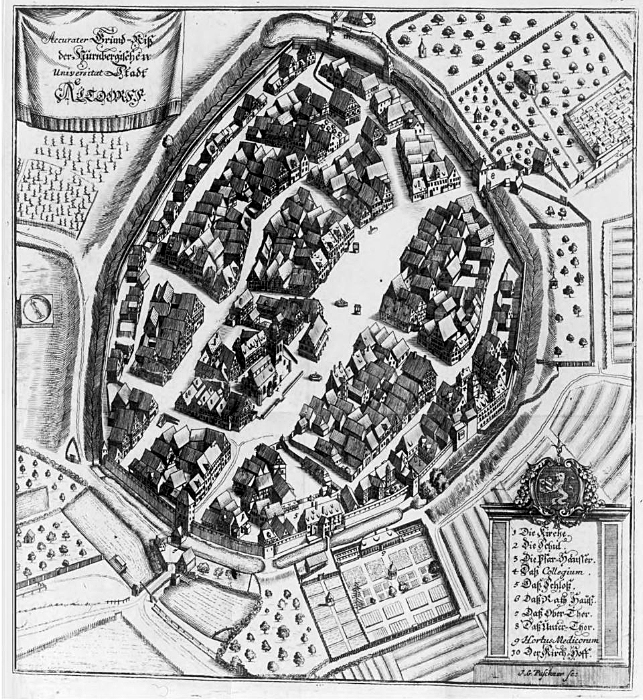
Historischer Stadtplan von Altdorf aus Baier, Johann Jakob, 1717. Werk: Ausführliche Nachricht Von der Nuernbergischen Universitaet-Stadt Altdorff. Der Botanische Garten lag im Süden.

Die genaue Lage und Ausdehnung des Botanisch Gartens ist auf dem Altdorfer Stadtplan von Matthäus Merian  aus dem Jahre 1656 dargestellt. Der Kupferstich zeigt die Stadt aus der Vogelperspektive. Der Hortus Medicus befand sich außerhalb der Stadtmauern im Süden von Altdorf und südwestlich des Wichernhauses. Der Botanische Garten öffnete sich südlich des Pflegschlosses zum offenen Landschaftsraum des Altdorfer Landes.

## Größe und Gestaltung

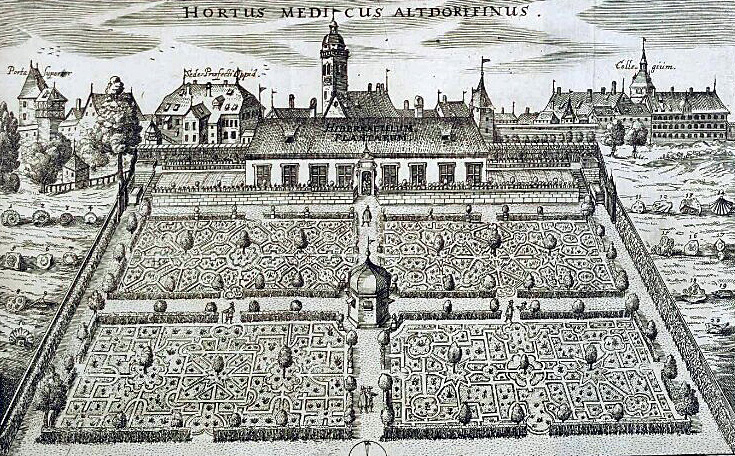
Isometrische Darstellung des Botanischen Gartens aus dem Werk Florae Altdorffinae Deliciae Hortenses Sive Catalogus Plantarum Horti Medici von Moritz Hoffmann

Der Doctorgarten wurde nach italienischem Vorbild angelegt. Als Muster für den frühen Botanischen Garten in Altdorf dienten zum einen die Universitätsgärten der norditalienischen Städte und zum anderen die mittelalterlichen Klostergärten. Der Hortus Eystettensis, der Botanische Garten des Fürstbischofs Johann Konrad von Gemmingen auf den Bastionen der Willibaldsburg in Eichstätt, gilt als direktes Vorbild des Doctorgartens in Altdorf.
Der anfänglich quadratisch aufgebaute Universitätsgarten umfasste zu Beginn eine Größe von 3.000 m², später von circa 4.500 m². Die Gestaltung und der Aufbau der Gartenanlage ähnelte barocken Ziergärten. Die Anlage wies zwei Hauptwege auf, die sich in der Mitte kreuzten und ursprünglich vier gleichgroße Quadrate bildeten. Ein Pavillon markierte den Schnittpunkt der beiden orthogonal verlaufenden Wegachsen. Die beiden Felder im Norden des Gartens wurden im französischen Barockstil mit Ornamenten aus niedrigen Buchsbaumhecken angelegt. Die südlich angrenzenden Felder waren den Heilkräutern vorbehalten. Daran schloss sich ein Gemüse- und Baumschulbereich an. Die Anlage wies eine klassische Nord-Süd-Gliederung auf, wie sie bei den zeitgleich bestehenden Hesperidengärten in Nürnberg üblich war. Der nördliche Teil des Gartens, der an die Gebäude unmittelbar angrenzt, wurde als Ziergarten gestaltet. Der südliche Teil wurde hingegen als Nutzgarten ausgeformt. Anstatt des Herrenhauses bildeten Nutzhäuser die nördliche Begrenzung des Botanischen Gartens.
Der Botanische Garten wies Züge eines Lustgartens auf. Bei der Gestaltung des universitären Lehrgartens dominierten ästhetische Kriterien vor den funktionalen Ansprüchen.
Der Gartenpräfekt Moritz Hofmann und Nachfolger Jungmanns erweiterte das Areal 1656 und entwickelte den Garten weiter. Danach galt die Anlage als eine der größten botanischen Einheiten Deutschlands. Im gleichen Jahr richtete er ein mit zwei Öfen beheizbares Überwinterungshaus (Hibernaculum) als Warmhaus für frostempfindliche Pflanzen ein. Glasgedeckte Frühbeete wurden zeitgleich angelegt, um die Zuchtbedingungen zu verbessern. Für exotische Pflanzen aus warmen Regionen ließ Hofmann 1730 ein Treibhaus errichten.

## Bedeutung und Pflanzenbestand

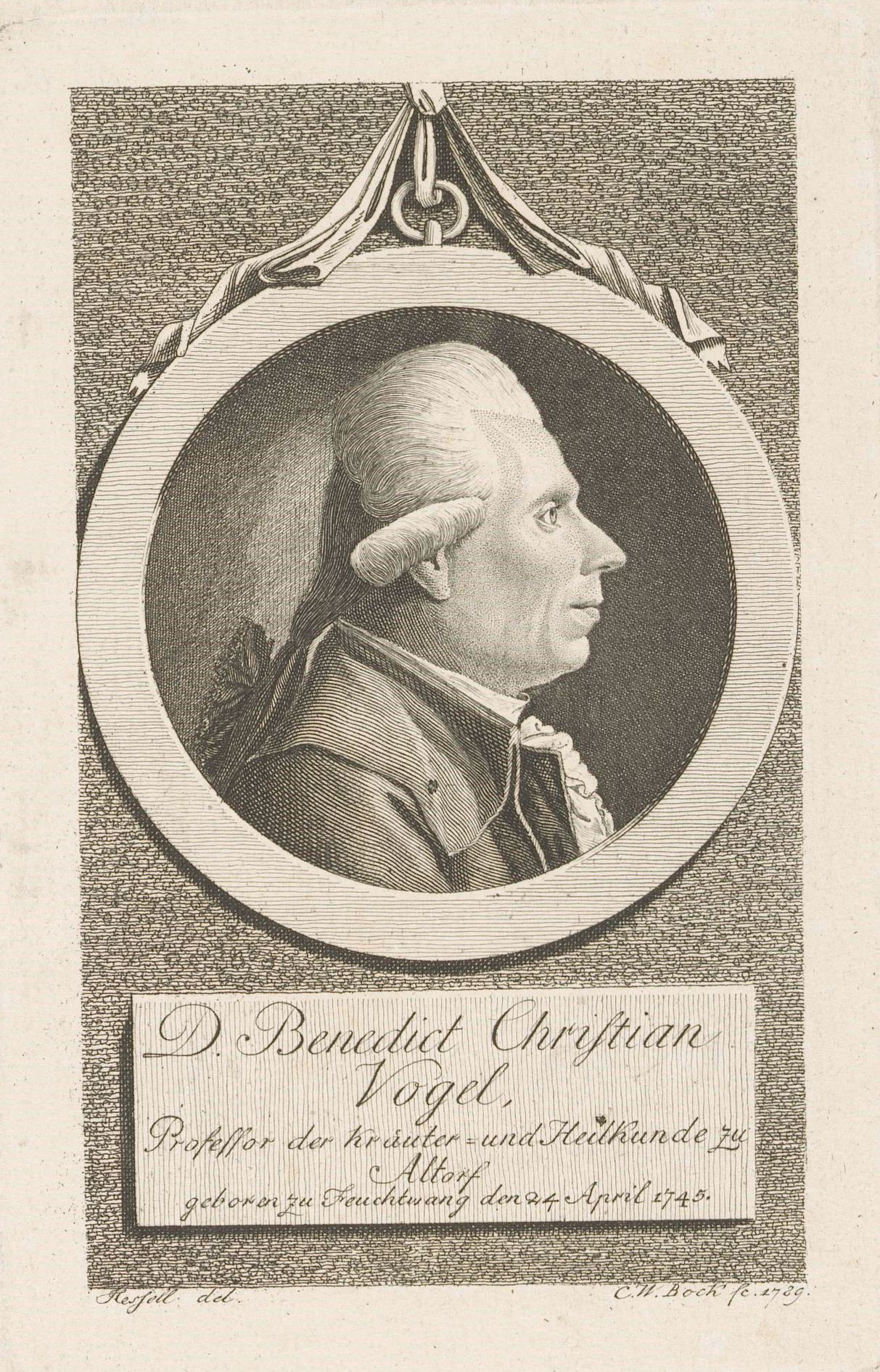
Benedict Christian Vogel, 1789 (Radierung von Christoph Wilhelm Bock)

Während der rund 183-jährigen Existenz konnte der frühe Botanische Garten zeitweise große Erfolge verzeichnen, insbesondere unter der Leitung von Ludwig Jungermann und dem Kurator Johann Friedrich Löffelholz von Kolberg. Denn Jungermanns weitreichende Kontakte und Korrespondenz ermöglichte es ihm, viele Exoten und seltene Pflanzen für die Gartenanlage zu erlangen. Er steigerte mit der Gründung des Hortus Medicus auch maßgeblich die Attraktivität der Universität Altdorf.
Der Botanische Garten war der medizinischen Fakultät angegliedert. Die botanische Ausrichtung des Gartens lag, wie im 17. und 18. Jahrhundert üblich, auf der Erforschung und Lehre von Arzneipflanzen.  In dem ihm wurden Heilpflanzen angebaut und als Demonstrationsobjekte praxisnah zur Schau gestellt, um den Studierenden der medizinischen Fakultät eine mehr praktisch orientierte pflanzenkundliche Ausbildung zu ermöglichen. Der Zweitname Doktorsgarten (Doctorgarten) zeugt von der Bedeutung für die angehenden Mediziner.
Die Pflanzauswahl orientierte sich am Katalog des Hortus Eystettensis („Eichstätter Garten“). Viele Pflanzen stammten aus dem Botanischen Garten in Gießen, den Jungmann ebenfalls als Hortus medicus angelegt hatte. Die Flora wurde durch Pflanzbestände aus den Gärten der Nürnberger Patrizier, den so genannten Hesperidengärten ergänzt.
Benedict Christian Vogel war Professur der Arzneikunde und Botanik und verfasste als Präfekt 1790 den letzten Inventarkatalog des Gartens. Rund 2.500 Exoten enthielt sein Pflanzenverzeichnis mit dem Namen Index plantarum horti medici Ältorfinexclusis indigenis vulgatiorihus.
Vogel befasste sich in seinem Werk Über die Amerikanische Agave mit der Blüte und Fruchtbildung der Agave americana im Sommer 1798 im Botanischen Garten von Altdorf.